# AN/ALQ-131

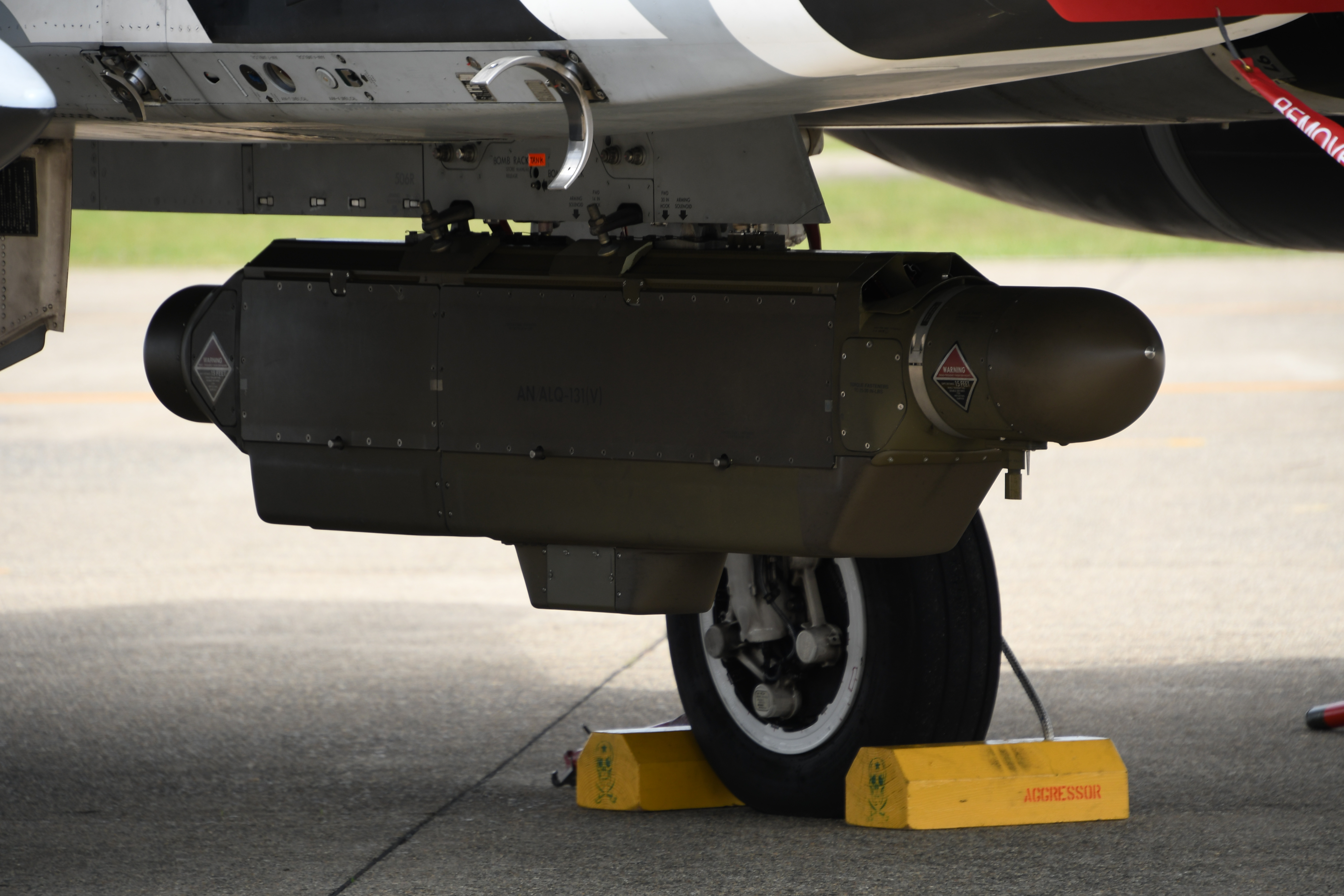
Nacelle AN/ALQ-131(V) sur un F-15DJ(32-8081) sur la base aérienne de Komatsu (2018)

L'AN/ALQ-131 (appellation JETDS) est une nacelle de guerre électronique développée par les États-Unis. Il s'agit d'un système de contremesures électroniques (ECM) de moyenne portée. Ce brouilleur a été développé à partir de 1972 et est en service actif depuis environ 1980. Le principal contractant était à l'origine le groupe américain Westinghouse. Ce dernier a été repris par Northrop Grumman dans les années 1990.

## Description
L'AN/ALQ-131 est logé dans une nacelle ancrée à un point d'emport approprié sous l'avion porteur. Il est conçu pour un fonctionnement entièrement autonome, mais peut également être connecté à l'avionique de l'aéronef. L'AN/ALQ-131 est le premier système ECM qui peut être reprogrammé sur le terrain. Les nouveaux paramètres de menace peuvent être chargés en 15 minutes.
L'AN/ALQ-131 sert principalement à l’auto-protection de l’aéronef et peut brouiller tous les types de systèmes radar de défense aérienne. Cependant, la puissance n'est pas suffisante pour perturber les radars à grande distance. L'AN/ALQ-131 est conçu de manière modulaire et dispose d'un logiciel reconfigurable, ce qui permet d'adapter l'équipement de brouillage à l'éventail des menaces. Il est possible de sélectionner et d'intégrer deux des cinq modules disponibles, et jusqu’à trois après la mise à niveau Block II. Lors de cette mise à niveau, des processeurs COTS et le bus de données MIL-STD-1553 ont également été intégrés. De plus, le système peut être configuré pour offrir à ses propres systèmes radar un court laps de temps et de fréquence où ils peuvent fonctionner sans perturbation. Ce fonctionnement est par exemple intégré dans la mise à niveau du F-16 avec le radar à antenne active AN/APG-83. L'amplification du signal est réalisée par deux tubes à ondes progressives pour toutes les variantes. Jusqu'à 48 types de brouillages peuvent être utilisées simultanément.

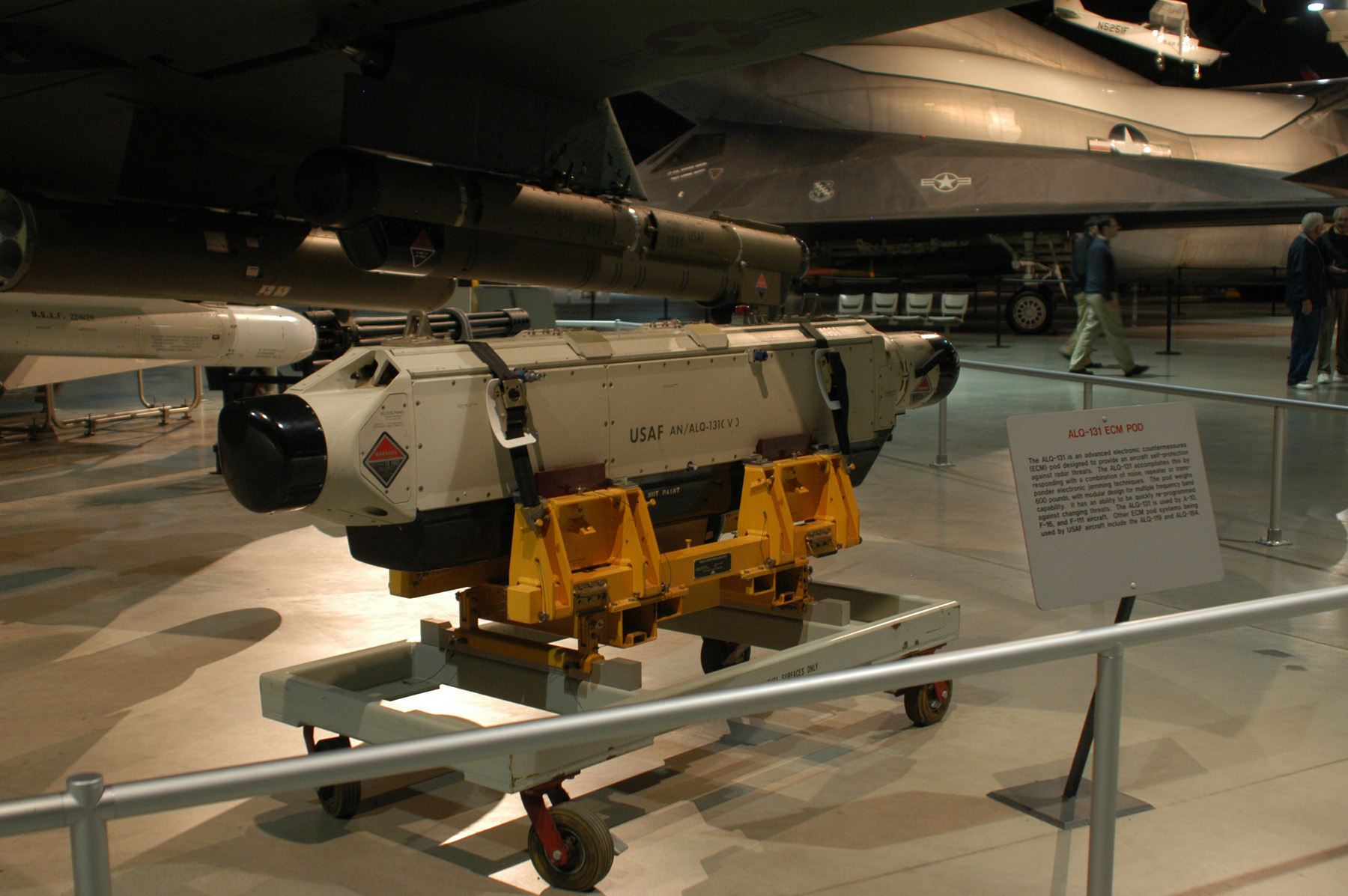
Nacelle AN/ALQ 131(V) au National Museum of the USAF

Avec l'ALQ-131 compte plus de 15 000 missions de combat réussies, dont environ 8 000 pendant l'opération Tempête du désert. Il y avait en moyenne une panne de système toutes les 200 heures et la disponibilité était de 95%. En raison de la grande diffusion des forces de l'OTAN, Northrop Grumman propose depuis 2004 une mise à niveau pour moderniser les systèmes. Selon le constructeur, plus de 1 600 systèmes ont été produits, et beaucoup d'entre eux ont été mis à niveau selon la norme Block II. Cela comprend principalement des nouveaux émetteurs et processeurs, ainsi que l'amélioration de l'intégration dans l’avionique de l’aéronef porteur.
La dernière version en 2023 dérive des systèmes du F-35.

## Plateformes
- F-4 Phantom II
- F-15 Eagle
- F-16 Fighting Falcon
- F-111 Aardvark
- A-7 Corsair II
- A-10 Thunderbolt II
- C/AC-130 Hercules